# Kiki Caron
Christine "Kiki" Caron, född 10 juli 1948 i Paris, är en fransk före detta simmare.
Caron blev olympisk silvermedaljör på 100 meter ryggsim vid sommarspelen 1964 i Tokyo.